# Cimetière de Montrouge
Le cimetière de Montrouge, 14, avenue de la Porte-de-Montrouge, quartier du Petit-Montrouge dans le 14e arrondissement de Paris est créé en 1819 sur le territoire de la commune de Montrouge et est dévolu à son usage, mais il est géographiquement situé dans le sud du 14e arrondissement de Paris depuis l'annexion de l'ancienne zone militaire, en 1925.
Ouvert en 1821, le cimetière de Montrouge est l’unique cimetière parisien à posséder une crypte, attribuée à Henri Decaux, architecte du Beffroi de Montrouge, ornée de bas-reliefs de Louis Sajous et de Marcel Renard; elle se visite.

## Description
Il est délimité au nord-ouest par l'avenue de la Porte-de-Châtillon, au nord-est par l'avenue Ernest-Reyer, au sud-est par l'avenue de la Porte-de-Montrouge — qui le sépare du square du Serment-de-Koufra — et au sud-ouest par la tranchée du boulevard périphérique ouverte en contrebas du cimetière.
Tandis que la tombe la plus visitée est celle de Coluche, on y trouve un grand nombre de tombes dignes d'intérêt, ainsi qu'une crypte et une stèle commémorative en granit « Rose de La Clarté » érigée en 2014 à la mémoire de 96 combattants tombés au champ d'honneur durant la Grande Guerre dont les noms y sont gravés en lettres dorées. Les noms d'autres Montrougiens victimes de ce conflit, non inhumés à Montrouge, figurent sur une plaque dans le hall de l'hôtel de ville.

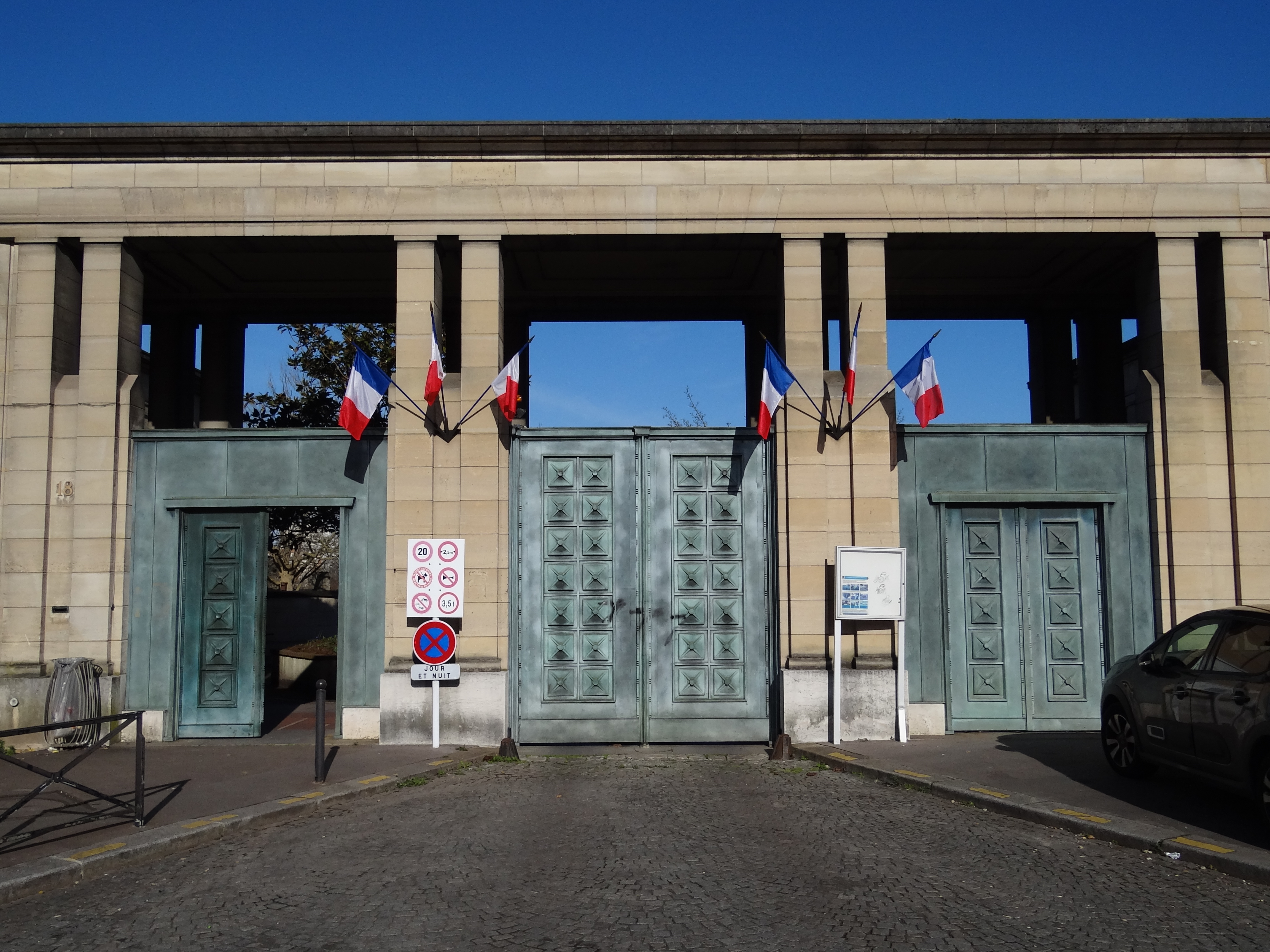
Entrée du cimetière.
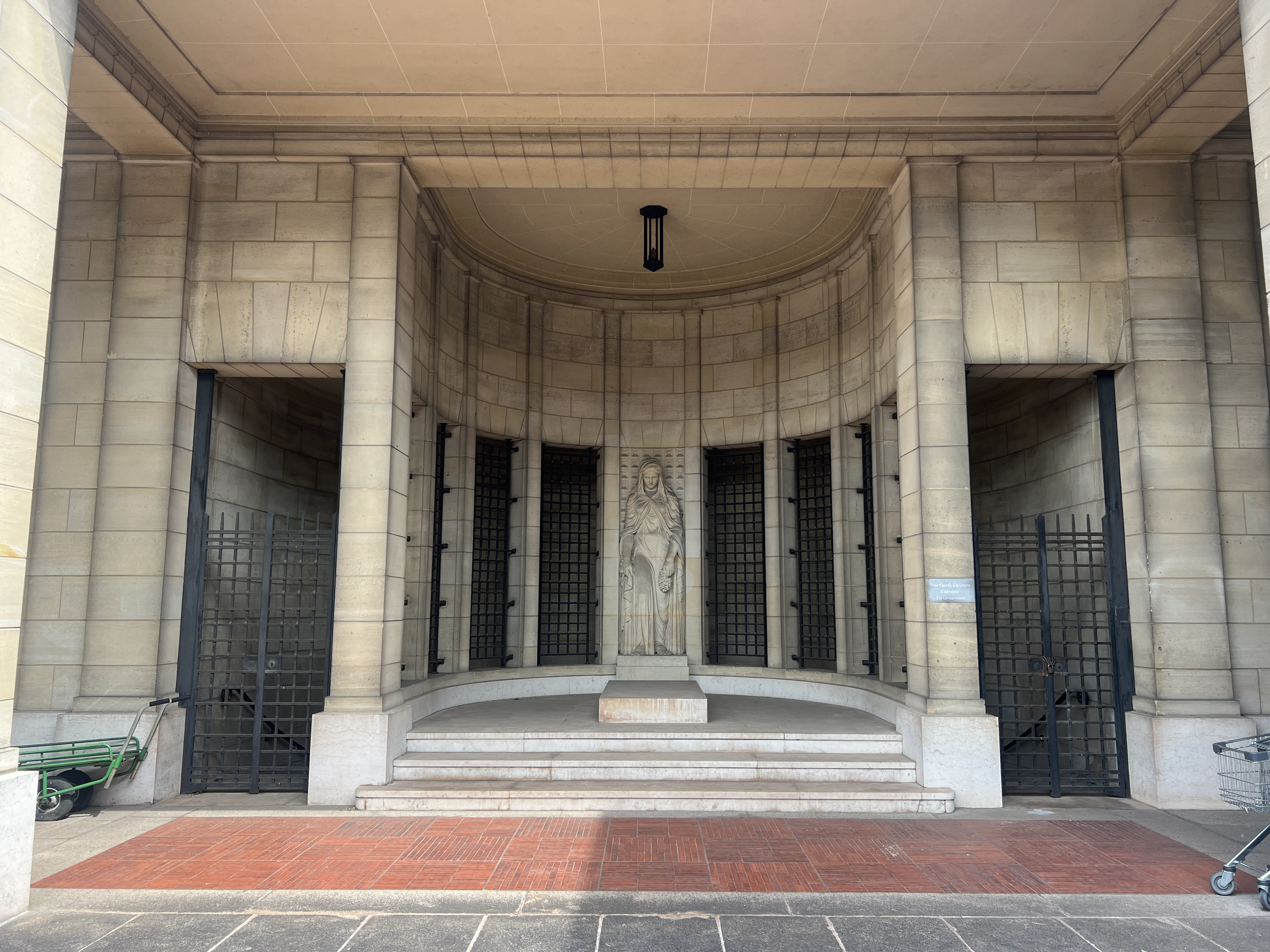
Entrée de la crypte.
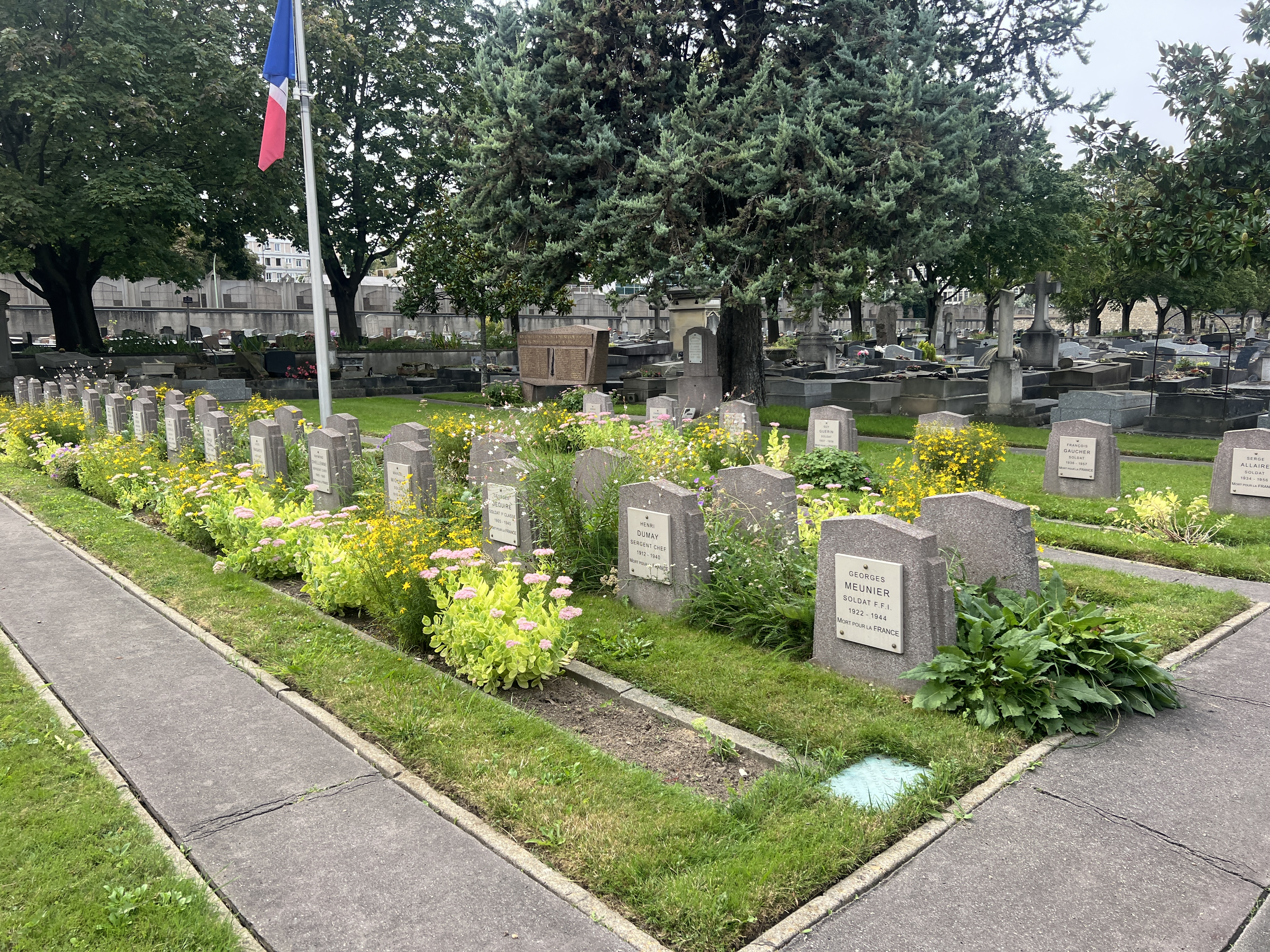
Carré militaire.
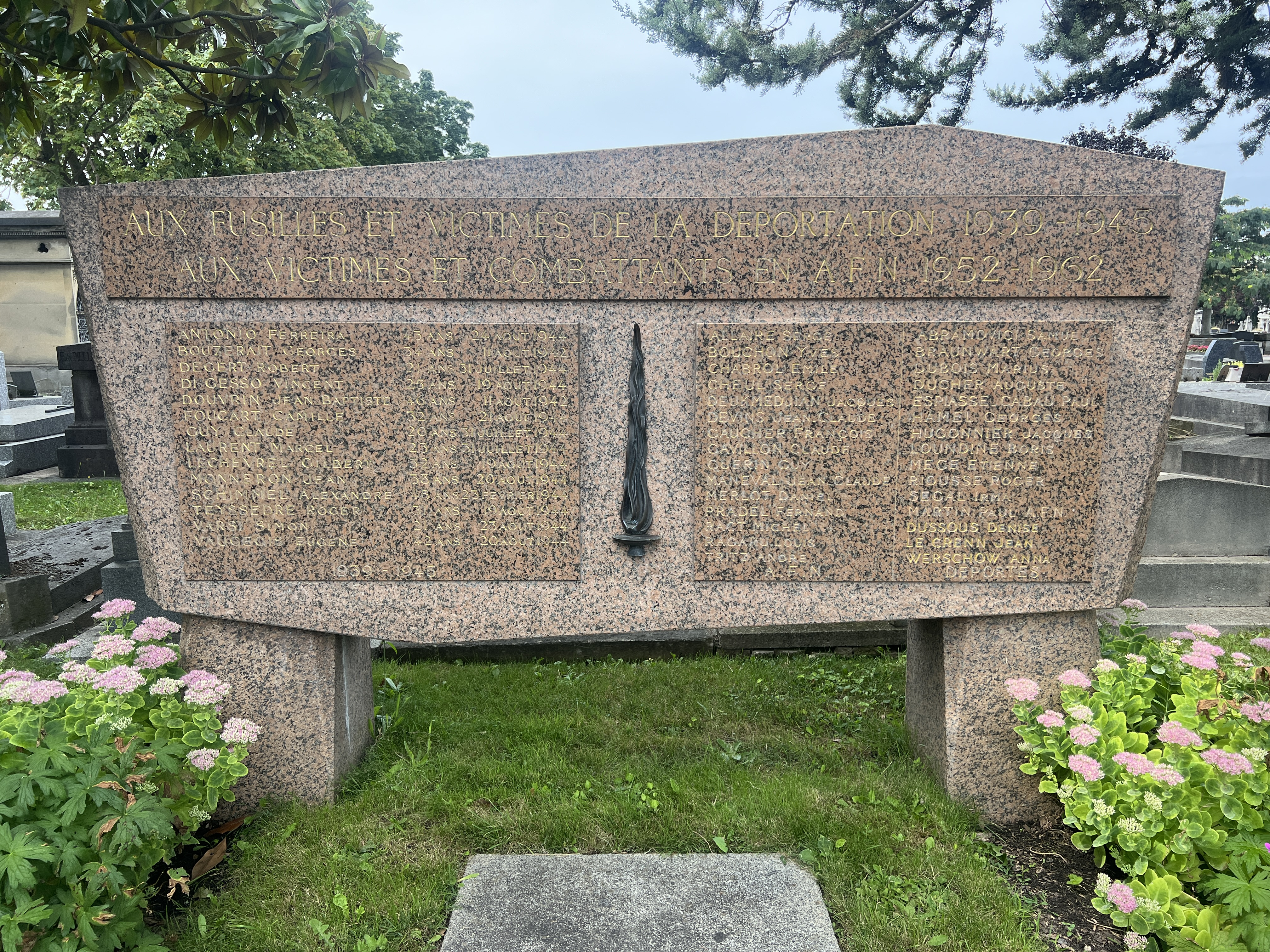
Monument aux fusillés et victimes de la déportation 1939-1945 et aux victimes et combattants en Afrique du Nord 1952-1962.

## Quelques personnalités inhumées au cimetière de Montrouge
| Photo | Nom                                   | Dates de naissance | Dates de décès | Métier                                                                      |
| ----- | ------------------------------------- | ------------------ | -------------- | --------------------------------------------------------------------------- |
|       | Maurice Arnoux                        | 1895               | 1940           | aviateur                                                                    |
|       | Odile Astié                           | 1941               | 1980           | première femme cascadeuse française                                         |
|       | Raoul Aubaud                          | 1881               | 1966           | journaliste et homme politique                                              |
|       | Cécile Aubry (Anne-José Bénard)       | 1928               | 2010           | actrice, romancière pour la jeunesse et productrice                         |
|       | Michel Audiard                        | 1920               | 1985           | dialoguiste, scénariste et réalisateur                                      |
|       | José Beckmans (ru)                    | 1897               | 1987           | baryton                                                                     |
|       | Émile Bégin                           | 1802               | 1888           | médecin et historien                                                        |
|       | Étienne Béothy (István Beöthy)        | 1897               | 1961           | sculpteur et architecte d'origine hongroise                                 |
|       | Georges Biscot                        | 1886               | 1945           | acteur et chanteur                                                          |
|       | Suzanne Borel-Maisonny                | 1900               | 1995           | fondatrice de l'orthophonie en France                                       |
|       | Carlo Bourlet                         | 1866               | 1913           | mathématicien                                                               |
|       | Georges Bouzerait                     | 1908               | 1942           | résistant                                                                   |
|       | Eugénie Buffet                        | 1866               | 1934           | chanteuse de music-hall                                                     |
|       | Cécile Cerf                           | 1916               | 1973           | résistante                                                                  |
|       | Marcel Cerf                           | 1911               | 2010           | historien                                                                   |
|       | Raphaël Clamour                       | 1885               | 1943           | acteur de théâtre et réalisateur                                            |
|       | Pierre Clerget                        | 1875               | 1943           | ingénieur et inventeur                                                      |
|       | Corentin Cloarec                      | 1894               | 1944           | prêtre franciscain résistant                                                |
|       | Véronique Colucci                     | 1948               | 2018           | personnalité humanitaire, ex-épouse de Coluche                              |
|       | Coluche (Michel Colucci)              | 1944               | 1986           | humoriste et comédien                                                       |
|       | René Crevel                           | 1900               | 1935           | écrivain et poète surréaliste                                               |
|       | Gabriel Cromer                        | 1873               | 1934           | photographe et collectionneur                                               |
|       | Georges Cusin                         | 1902               | 1964           | acteur de théâtre et de cinéma                                              |
|       | Jules Déchin                          | 1869               | 1947           | statuaire (inhumé avec son beau-père Louis Noël)                            |
|       | Emmanuel Dolivet                      | 1854               | 1910           | sculpteur                                                                   |
|       | Armand Dubarry                        | 1836               | 1910           | explorateur, journaliste et romancier                                       |
|       | Joseph Louis Enderlin                 | 1851               | 1940           | sculpteur                                                                   |
|       | Maurice Escande                       | 1892               | 1973           | acteur de théâtre et de cinéma                                              |
|       | Félix Fourdrain                       | 1880               | 1923           | organiste et compositeur                                                    |
|       | Charles Frémicourt                    | 1877               | 1967           | magistrat et homme politique                                                |
|       | Pierre-Gilles de Gennes               | 1932               | 2007           | physicien, professeur au Collège de France, prix Nobel de physique en 1991. |
|       | Gustave Geffroy                       | 1855               | 1926           | journaliste, critique d'art, historien et romancier                         |
|       | Henri Ginoux                          | 1909               | 1994           | député-maire de Montrouge                                                   |
|       | Paul-Pierre Henry                     | 1848               | 1905           | astronome                                                                   |
|       | Gérard Jaquet                         | 1916               | 2013           | résistant et homme politique                                                |
|       | Albert Kazimirski de Biberstein       | 1808               | 1887           | orientaliste d'origine hongroise                                            |
|       | Grégory Ken                           | 1947               | 1996           | chanteur de variétés                                                        |
|       | Alphonse Kirchhoffer                  | 1873               | 1913           | maître d'armes de fleuret                                                   |
|       | Georges Kirsch                        | 1892               | 1969           | aviateur et pilote d'essai                                                  |
|       | Ernest La Jeunesse                    | 1874               | 1917           | journaliste et critique dramatique                                          |
|       | Lina Margy (Marguerite Verdier)       | 1909               | 1973           | chanteuse                                                                   |
|       | Émile Massard                         | 1857               | 1932           | journaliste et homme politique                                              |
|       | Jacques Paul Migne (dit l'abbé Migne) | 1800               | 1875           | prêtre et éditeur (inhumé dans la crypte)                                   |
|       | Germaine Montero                      | 1909               | 2000           | comédienne et chanteuse                                                     |
|       | Henri Mouillefarine                   | 1910               | 1994           | coureur cycliste                                                            |
|       | Louis Noël                            | 1839               | 1925           | sculpteur (inhumé avec son gendre Jules Déchin)                             |
|       | Charles Pélissier                     | 1903               | 1959           | coureur cycliste                                                            |
|       | Henri Queffélec                       | 1910               | 1992           | écrivain                                                                    |
|       | Rip (Georges Gabriel Thenon)          | 1884               | 1941           | chansonnier, dessinateur, librettiste et revuiste                           |
|       | Lucien Rosengart                      | 1881               | 1976           | constructeur automobile                                                     |
|       | Albert Simonin                        | 1905               | 1980           | écrivain et scénariste                                                      |
|       | Nicolas de Staël                      | 1914               | 1955           | peintre d'origine russe                                                     |
|       | André Tollet                          | 1913               | 2001           | dirigeant syndicaliste                                                      |